# Crisóstomo II do Chipre
Crisóstomo (em grego: Χρυσόστομος, nascido: Irodotos Dimitriou, em grego: Ηρόδοτος Δημητρίου, 10 de abril de 1941, Vila de Tala, Pafos, Chipre Britânico – 7 de novembro de 2022, Nicósia, Chipre), foi um clérigo ortodoxo e Arcebispo do Chipre. Primaz da Igreja de Chipre, de 5 de novembro de 2006 a 7 de novembro de 2022, com o título de Arcebispo de Nova Justiniana e Todo Chipre.

## Biografia
Nasceu em Tala (Pafos) em 10 de abril de 1941. O dia de seu nome cai em 13 de novembro, festa de São João Crisóstomo, segundo o calendário ortodoxo. Ordenado ao diaconato em 3 de novembro de 1963, completou seus estudos teológicos em Atenas (1972). De 1972 a 1978 exerceu o ministério de Hegúmeno do mosteiro de San Neophytos em Pafos. Eleito Metropolita de Pafos em 26 de fevereiro de 1978, governou até a eleição como Arcebispo de todo o Chipre.
Atuando como Presidente do Santo Sínodo da Igreja de Chipre, ele participou do funeral do Papa João Paulo II e da inauguração do pontificado do Papa Bento XVI em 2005 no Vaticano. Em resposta ao gesto fraterno, Bento XVI enviou sua delegação à cerimônia de entronização de Crisóstomo II na catedral de Lefkosia. O clima de fraternidade mútua entre a Igreja Católica e a Igreja Ortodoxa de Chipre é testemunhado pelo primeiro encontro de um representante da Igreja cipriota com o Papa, realizado em Roma em 16 de junho de 2007.
Desde o início do seu arcebispado, Crisóstomo II sempre denunciou as limitações religiosas que os fiéis da parte turca de Chipre sofrem, onde o governo cipriota turco, muçulmano, limita severamente os serviços religiosos.